# Dendrobium discerptum
Dendrobium discerptum är en orkidéart som beskrevs av Johannes Jacobus Smith. Dendrobium discerptum ingår i släktet Dendrobium, och familjen orkidéer. Inga underarter finns listade i Catalogue of Life.